# Oso O Kosmos Tha Ehi Esena
«Oso O Kosmos Tha Exei Esena» (en griego: Όσο ο κόσμος θα έχει εσένα) —en español: «Mientras el mundo te tenga»— es una canción interpretada por la cantante griega Demy y cuenta con la colaboración del rapero griego Mike, lanzada como el tercer sencillo de su álbum de estudio Rodino Oneiro, el 13 de mayo de 2014 por el sello Panik Records, escrita por Nikos Moratis y Mike y producida por Dimitris Kontopoulos. También existe una versión en inglés de la canción en griego, llamada "All That I Need", tras su lanzamiento se convertiría al igual que en 2013, con The Sun y en 2012 con Poses Xiliades Kalokairia, en una de las canciones del verano en Grecia y Chipre, llegando al número 1 de las plataformas digitales de Itunes Grecia, Grecia Billoard Digital Songs, en la lista oficial de Airplay griego y en MAD Radio 106.FM.
Demy interpretó la canción a dúo con Mike, durante la ceremonia de entrega de los MAD Video Music Awards en el año 2014, en donde la cantante y el rapero salen acompañados de un grupo de mímica que realiza los mismos movimientos que la cantante.

## Promoción

### Vídeo musical
El vídeo comienza con una puesta del sol al atardecer en la playa, mientras las olas del mar chocan contra la arena, a continuación se ve a Demy junto a Mike en un club nocturno, donde el rapero comienza a interpretar las primeras líneas de la canción, luego desde varias perspectivas se observa un yate en el que se suben Demy y Mike acompañados de un grupo de personas, en el los acompañantes se divierten, se aplican crema solar, flirtean entre ellos, bucean y nadan en el mar. Después, tras caer la noche el grupo se sienta alrededor de una hoguera donde una de las parejas vuelve a coquetear, finalmente el vídeo finaliza con un primer plano de Demy con la playa de fondo.

## Posicionamiento en listas
| País   | Chart            | Mejor posición |
| ------ | ---------------- | -------------- |
| Grecia | iTunes Grecia    | 1              |
| Grecia | Airplay Grecia   | 1              |
| Grecia | MAD Radio 106.FM | 1              |

## Historial de lanzamiento
| País   | Fecha              | Formato                      |
| ------ | ------------------ | ---------------------------- |
| Grecia | 13 de mayo de 2014 | EP digital, descarga digital |
| Chipre | 13 de mayo de 2014 | EP digital, descarga digital |

- Datos: Q19820502